# Населення Австрії
Населення Австрії. Чисельність населення країни 2015 року становила 8,665 млн осіб (95-те місце у світі). Чисельність австрійців стабільно збільшується, народжуваність 2015 року становила 9,41 ‰ (204-те місце у світі), смертність — 9,42 ‰ (58-ме місце у світі), природний приріст — 0,55 % (153-тє місце у світі) . 

## Природний рух
Між 1961 і 2008 роками чисельність населення Австрії виросла більш ніж на 1,2 млн осіб (17 %).

### Відтворення
Народжуваність у Австрії, станом на 2015 рік, дорівнює 9,41 ‰ (204-те місце у світі). Коефіцієнт потенційної народжуваності 2015 року становив 1,46 дитини на одну жінку (203-тє місце у світі). Рівень застосування контрацепції 69,6 % (станом на 2009 рік). Середній вік матері при народженні першої дитини становив 28,5 року (оцінка на 2011 рік).
Смертність у Австрії 2015 року становила 9,42 ‰ (58-ме місце у світі).
Природний приріст населення в країні 2015 року становив 0,55 % (153-тє місце у світі).

### Вікова структура

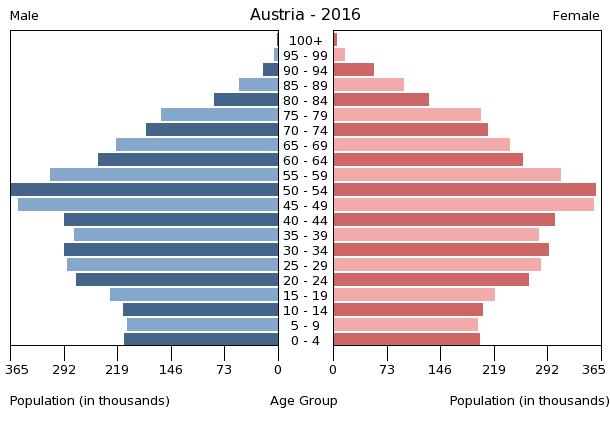
Віково-статева піраміда населення Австрії, 2016 рік

Середній вік населення Австрії становить 43,8 року (11-те місце у світі): для чоловіків — 42,7, для жінок — 44,9 року. Очікувана середня тривалість життя 2015 року становила 81,39 року (22-ге місце у світі), для чоловіків — 78,76 року, для жінок — 84,15 року.
Вікова структура населення Австрії, станом на 2015 рік, виглядає таким чином:
- діти віком до 14 років — 14,05 % (622 856 чоловіків, 594 349 жінок);
- молодь віком 15—24 роки — 11,55 % (510 614 чоловіків, 490 390 жінок);
- дорослі віком 25—54 роки — 42,98 % (1 861 777 чоловіків, 1 862 705 жінок);
- особи передпохилого віку (55—64 роки) — 12,51 % (535 691 чоловік, 548 021 жінка);
- особи похилого віку (65 років і старіші) — 18,92 % (706 288 чоловіків, 932 858 жінок)[1].

### Шлюбність— розлучуваність
Коефіцієнт шлюбності, тобто кількість шлюбів на 1 тис. осіб за календарний рік, дорівнює 4,5; коефіцієнт розлучуваності — 2,1; індекс розлучуваності, тобто відношення шлюбів до розлучень за календарний рік — 47 (дані за 2010 рік). Середній вік, коли чоловіки беруть перший шлюб, дорівнює 32,2 року, жінки — 29,8 року, загалом — 31 рік (дані за 2012 рік).

## Розселення
Густота населення країни 2015 року становила 103,7 особи/км² (107-ме місце у світі). Північна й східна низовинна частини країни більш густо населені, ніж гірські альпійські райони на півдні й заході. Густота населення по федеральних землях, станом на 2006 рік: Штирія — 73 особи/км², Нижня Австрія — 83,7 особи/км², Верхня Австрія — 117,7 особи/км², Тіроль — 55,7 особи/км², Бургенланд — 71,5 особи/км², Зальцбург — 74 особи/км², Відень — 4 069,1 особи/км², Каринтія — 58,8 особи/км², Форарльберг — 141,3 особи/км².

### Урбанізація
Австрія високоурбанізована країна. Рівень урбанізованості становить 66 % населення країни (станом на 2015 рік), темпи зростання частки міського населення — 0,4 % (оцінка тренду за 2010—2015 роки).
Головні міста держави: Відень (столиця) — 1,753 млн осіб (дані за 2015 рік).

### Міграції
Річний рівень імміграції 2015 року становив 5,56 ‰ (24-те місце у світі). Цей показник не враховує різниці між законними і незаконними мігрантами, між біженцями, трудовими мігрантами та іншими.

#### Біженці й вимушені переселенці
Станом на 2015 рік, у країні постійно перебуває 17,5 тис. біженців з Афганістану, 15,5 тис. з Росії і 14,9 тис. з Сирії.
У країні перебуває 828 осіб без громадянства.
Австрія є членом Міжнародної організації з міграції (IOM).

## Расово-етнічний склад
| Етнічний склад (2001 рік) | Етнічний склад (2001 рік) | Етнічний склад (2001 рік) | Етнічний склад (2001 рік) | Етнічний склад (2001 рік) |
| ------------------------- | ------------------------- | ------------------------- | ------------------------- | ------------------------- |
| Етнос:                    |                           |                           | Відсоток:                 |                           |
| австрійці                 | австрійці                 |                           | 91.1%                     | 91.1%                     |
| слов'яни                  | слов'яни                  |                           | 4%                        | 4%                        |
| турки                     | турки                     |                           | 1.6%                      | 1.6%                      |
| німці                     | німці                     |                           | 0.9%                      | 0.9%                      |
| інші                      | інші                      |                           | 2.4%                      | 2.4%                      |

Головні етноси країни: австрійці — 91,1 %, слов'яни (хорвати, словенці, серби, бошняки) — 4 %, турки — 1,6 %, німці — 0,9 %, інші — 2,4 % населення (перепис 2001 року).

## Мови
| Мови Австрії (2012 рік) | Мови Австрії (2012 рік) | Мови Австрії (2012 рік) | Мови Австрії (2012 рік) | Мови Австрії (2012 рік) |
| ----------------------- | ----------------------- | ----------------------- | ----------------------- | ----------------------- |
| Мова:                   |                         |                         | Відсоток:               |                         |
| німецька                | німецька                |                         | 88.6%                   | 88.6%                   |
| турецька                | турецька                |                         | 2.3%                    | 2.3%                    |
| сербська                | сербська                |                         | 2.2%                    | 2.2%                    |
| хорватська              | хорватська              |                         | 1.6%                    | 1.6%                    |
| інші                    | інші                    |                         | 5.3%                    | 5.3%                    |

Офіційна мова: німецька — розмовляє 88,6 % населення країни. Інші поширені мови: турецька — 2,3 %, сербська — 2,2 %, хорватська (офіційна в Бургенланді) — 1,6 %, інші мови (словенська (офіційна в Південній Каринтії), угорська (офіційна в Бургенланді)) — 5,3 % (оцінка 2001 року). Австрія, як член Ради Європи, 5 листопада 1992 року підписала і ратифікувала 28 червня 2001 року Європейську хартію регіональних мов (вступила в дію 1 жовтня 2001 року). Регіональними мовами визнані: хорватська (у Бургенланді), словенська (у Каринтії і Штирії), угорська (у Бургенланді й Відні), чеська і словацька (у Відні), циганська (у Бургенланді).

## Релігії
| Релігії в Австрії (2001 рік) | Релігії в Австрії (2001 рік) | Релігії в Австрії (2001 рік) | Релігії в Австрії (2001 рік) | Релігії в Австрії (2001 рік) |
| ---------------------------- | ---------------------------- | ---------------------------- | ---------------------------- | ---------------------------- |
| Віросповідання:              |                              |                              | Відсоток:                    |                              |
| католики                     | католики                     |                              | 73.8%                        | 73.8%                        |
| протестанти                  | протестанти                  |                              | 4.9%                         | 4.9%                         |
| мусульмани                   | мусульмани                   |                              | 4.2%                         | 4.2%                         |
| православні                  | православні                  |                              | 2.2%                         | 2.2%                         |
| інші                         | інші                         |                              | 0.8%                         | 0.8%                         |
| атеїсти                      | атеїсти                      |                              | 12%                          | 12%                          |
| агностики                    | агностики                    |                              | 2%                           | 2%                           |

Головні релігії й вірування, які сповідує, і конфесії та церковні організації, до яких відносить себе населення країни: католицтво — 73,8 % (римо-католицтво — 73,6 %, інші гілки католицтва — 0,2 %), протестантизм — 4,9 %, іслам — 4,2 %, православ'я — 2,2 %, інші — 0,8 %, не сповідують жодної — 12 %, не визначились — 2 % (станом на 2001 рік).

## Освіта
Рівень письменності 2015 року становив 99 % дорослого населення (віком від 15 років): 99 % — серед чоловіків, 99 % — серед жінок.
Державні витрати на освіту становлять 5,6 % ВВП країни, станом на 2013 рік (44-те місце у світі). Середня тривалість освіти становить 16 років, для хлопців — до 16 років, для дівчат — до 16 років (станом на 2014 рік).

## Охорона здоров'я
Забезпеченість лікарями у країні на рівні 4,83 лікаря на 1000 мешканців (станом на 2011 рік). Забезпеченість лікарняними ліжками в стаціонарах 2011 року — 7,6 ліжка на 1000 мешканців (станом на 2011 рік). Загальні витрати на охорону здоров'я 2014 року становили 11,2 % ВВП країни (11-те місце у світі).
Смертність немовлят до 1 року, станом на 2015 рік, становила 3,45 ‰ (206-те місце у світі); хлопчиків — 3,82 ‰, дівчаток — 3,06 ‰. Рівень материнської смертності 2015 року становив 4 випадків на 100 тис. народжень (178-ме місце у світі).
Австрія входить до складу ряду міжнародних організацій: Міжнародного руху (ICRM) і Міжнародної федерації товариств Червоного Хреста і Червоного Півмісяця (IFRCS), Дитячого фонду ООН (UNISEF), Всесвітньої організації охорони здоров'я (WHO).

### Захворювання
Кількість хворих на СНІД невідома, дані про відсоток інфікованого населення в репродуктивному віці 15—49 років відсутні. Дані про кількість смертей від цієї хвороби за 2014 рік відсутні.
Частка дорослого населення з високим індексом маси тіла 2014 року становила 20,1 % (93-тє місце у світі).

### Санітарія
Доступ до облаштованих джерел питної води 2015 року мало 100 % населення в містах і 100 % в сільській місцевості; загалом 100 % населення країни. Відсоток забезпеченості населення доступом до облаштованого водовідведення (каналізація, септик): в містах — 100 %, в сільській місцевості — 100 %, загалом по країні — 100 % (станом на 2015 рік). Споживання прісної води, станом на 2008 рік, дорівнює 3,66 км³ на рік, або 452,4 тонни на одного мешканця на рік: з яких 18 % припадає на побутові, 79 % — на промислові, 3 % — на сільськогосподарські потреби.

## Соціально-економічне становище
Співвідношення осіб, що в економічному плані залежать від інших, до осіб працездатного віку (15—64 роки) загалом становить 49,2 % (станом на 2015 рік): частка дітей — 21,2 %; частка осіб похилого віку — 28 %, або 3,6 потенційно працездатного на 1 пенсіонера. Загалом ці показники характеризують рівень потреби державної допомоги в секторах освіти, охорони здоров'я та пенсійного забезпечення, відповідно. За межею бідності 2014 року перебувало 4 % населення країни. Розподіл доходів домогосподарств у країні виглядає таким чином: нижній дециль — 2,8 %, верхній дециль — 23,5 % (станом на 2012 рік).
Станом на 2016 рік, уся країна електрифікована, усе населення країни мало доступ до електромереж. Рівень проникнення інтернет-технологій надзвичайно високий. Станом на липень 2015 року в країні налічувалось 7,273 млн унікальних інтернет-користувачів (53-тє місце у світі), що становило 83,9 % загальної кількості населення країни.

### Трудові ресурси
Загальні трудові ресурси 2015 року становили 3,448 млн осіб (100-те місце у світі). Зайнятість економічно активного населення у господарстві країни розподіляється таким чином: аграрне, лісове і рибне господарства — 0,7 %; промисловість і будівництво — 25,3 %; сфера послуг — 74 % (станом на 2015 рік). Безробіття 2015 року дорівнювало 5,8 % працездатного населення, 2014 року — 5,6 % (63-тє місце у світі); серед молоді у віці 15—24 років ця частка становила 10,3 %, серед юнаків — 10,6 %, серед дівчат — 9,9 % (108-ме місце у світі).

## Кримінал

### Наркотики

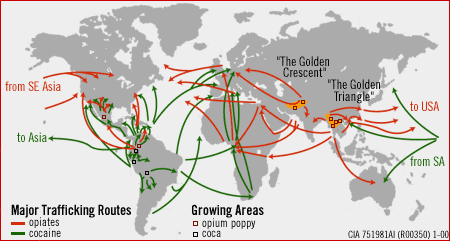
Світові маршрути наркотрафіку

Країна слугує транспортним коридором для південно-східноазійського героїну і південноамериканського кокаїну до Західної Європи. У державі відбувається зростання споживання синтетичних наркотиків європейського виробництва.

### Торгівля людьми
Згідно зі щорічною доповіддю про торгівлю людьми (англ. Trafficking in Persons Report) Управління з моніторингу та боротьби з торгівлею людьми Державного департаменту США, уряд Австрії докладає всіх можливих зусиль у боротьбі з явищем примусової праці, сексуальної експлуатації, незаконною торгівлею внутрішніми органами, законодавство відповідає всім вимогам американського закону 2000 року щодо захисту жертв (англ. Trafficking Victims Protection Act’s), держава перебуває у списку першого рівня.

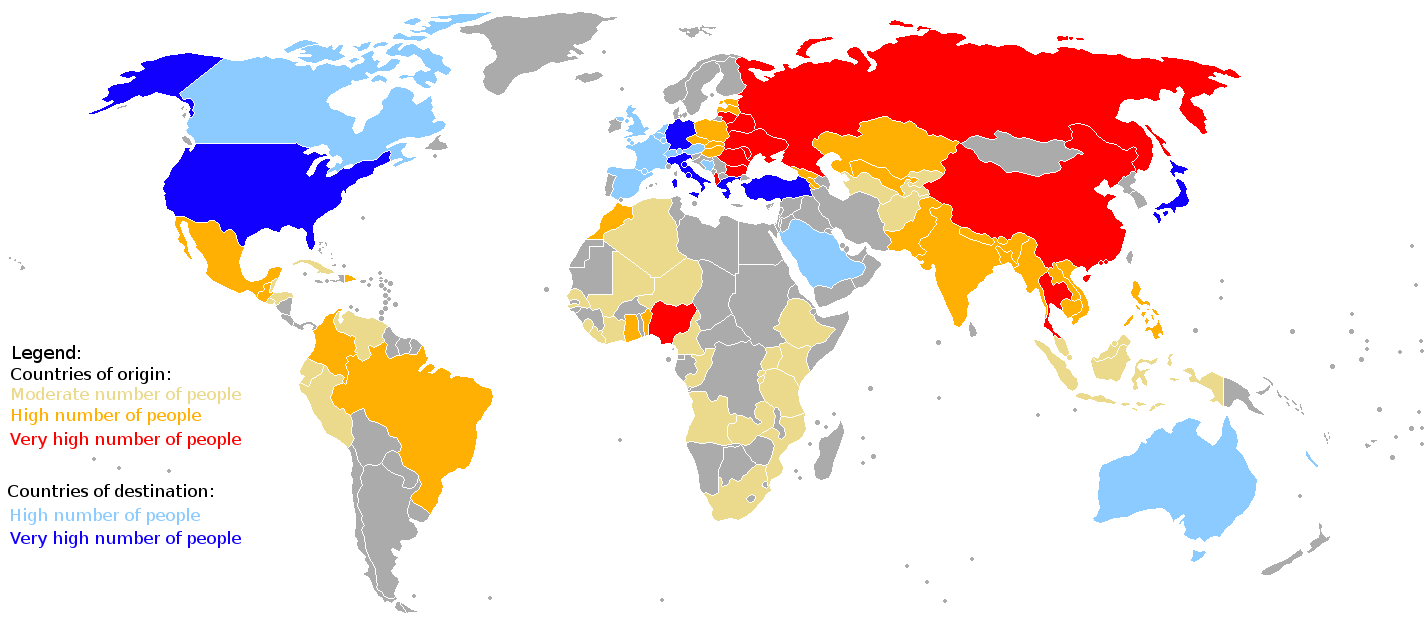
Країни-донори (червоний) і країни-реципієнти кримінальних потоків  (англ.)
Глобальна боротьба з торгівлею людьми (англ.)

## Гендерний стан
Статеве співвідношення (оцінка 2015 року):
- при народженні — 1,05 особи чоловічої статі на 1 особу жіночої;
- у віці до 14 років — 1,05 особи чоловічої статі на 1 особу жіночої;
- у віці 15—24 років — 1,04 особи чоловічої статі на 1 особу жіночої;
- у віці 25—54 років — 1 особа чоловічої статі на 1 особу жіночої;
- у віці 55—64 років — 0,98 особи чоловічої статі на 1 особу жіночої;
- у віці за 64 роки — 0,76 особи чоловічої статі на 1 особу жіночої;
- загалом — 0,96 особи чоловічої статі на 1 особу жіночої[1].

## Демографічні дослідження
Демографічні дослідження у країні ведуться рядом державних і наукових установ:
- Статистичне управління Австрії (нім. Statistik Austria).

### Українською
- Атлас. 10—11 клас. Економічна і соціальна географія світу / упорядники :  О. Я. Скуратович, Н. І. Чанцева. — К. : ДНВП «Картографія», 2010. — ISBN 978-966-475-639-3.
- Атлас світу / голов. ред. І. С. Руденко ; зав. ред. В. В. Радченко ; відп. ред. О. В. Вакуленко. — К. : ДНВП «Картографія», 2005. — 336 с. — ISBN 9666315467.
- Безуглий В. В. Економічна і соціальна географія зарубіжних країн : Навчальний посібник. — К. : ВЦ «Академія», 2007. — 704 с. — ISBN 978-966-580-239-6.
- Безуглий В. В., Козинець С. В. Регіональна економічна і соціальна географія світу : Навчальний посібник. — видання 2-ге, доп., перероб. — К. : ВЦ «Академія», 2007. — 688 с. — ISBN 966-580-144-9.
- Гудзеляк І. І. Географія населення: Навчальний посібник / І. Гудзеляк. — Л. : Видавничий центр ЛНУ імені Івана Франка, 2008. — 232 с. — ISBN 978-966-613-599-8.
- Дахно І. І. Країни світу: Енциклопедичний довідник / І. І. Дахно, С. М. Тимофієв. — К. : Мапа, 2011. — 606 с. — (Бібліотека нового українця) — ISBN 978-966-8804-23-6.
- Дахно І. І. Економічна географія зарубіжних країн : навчальний посібник. — К. : Центр учбової літератури, 2014. — 319 с. — ISBN 978-611-01-0682-5.
- Джаман В. О. Регіональні системи розселення: демографічні аспекти. — Чернівці : Рута, 2003. — 392 с. — ISBN 9665685988.
- Дорошенко Л. С. Демографія: Навчальний посібник. — К. : МАУП, 2005. — 112 с. — ISBN 966-608-442-2.
- Дубович І. А. Країнознавчий словник-довідник. — 5-те вид., перероб. і доп. — К. : Знання, 2008. — 839 с. — ISBN 978-966-346-330-8.
- Економічна і соціальна географія країн світу. Навчальний посібник / За ред. Кузика С. П. — Л. : Світ, 2002. — 672 с. — ISBN 966-603-178-7.
- Загальна медична географія світу / В. О. Шевченко [та ін.] — К. : [б.в.], 1998. — 178 с.
- Крисаченко В. С. Динаміка населення: Популяційні, етнічні та глобальні виміри. — К. : Видавництво Національного інституту стратегічних досліджень, 2005. — 368 с. — ISBN 966-554-083-1.
- Любіцева О. О., Мезенцев К. В., Павлов С. В. Географія релігій. — К. : АртЕК, 1999. — 504 с. — ISBN 966-505-006-0.
- Масляк П. О. Країнознавство. — К. : Знання, 2007. — 292 с. — (Вища освіта XXI століття)
- Масляк П. О., Дахно І. І. Економічна і соціальна географія світу / П. О. Масляк, І. І. Дахно ; за ред. П. О. Масляка. — К. : Вежа, 2003. — 280 с. — ISBN 966-7091-53-8.

### Російською
- (рос.) Австрия // Демографический энциклопедический словарь / главн. ред. Валентей Д. И. — М. : Советская энциклопедия, 1985. — 608 с.
- (рос.) Австрия // Страны и народы. Зарубежная Европа. Западная Европа / Редкол. : В. П. Максаковский (отв. ред.) и др. — М. : «Мысль», 1979. — 381 с. — (Страны и народы) — 180 тис. прим.
- (рос.) Атлас народов мира / Отв. ред. С. И. Брук и В. С. Апенченко. — М. : ГУГК ГГК СССР и Институт этнографии им. Н. Н. Миклухо-Маклая АН СССР, 1964. — 185 с. — 20 тис. прим.
- (рос.) Австрийцы // Народы зарубежной Европы / под ред. С. А. Токарева, Н. Н. Чебоксарова. — М. : Издательство «Наука», 1964. — Т. 1. — С. 853—898.
- (рос.) Численность и расселение народов мира. Этнографические очерки / под ред. С. И. Брука. — М. : Издательство АН СССР, 1962. — 487 с.
- (рос.) Лаппо Г. М. География городов: Учебное пособие для географических факультетов вузов. — М. : Туманит, изд. центр ВЛАДОС, 1997. — 476 с. — ISBN 5-691-00047-0.
- (рос.) Урланис Б. Ц. Рост населения в Европе (опыт исчисления). — М. : ОГИЗ-Госполитиздат, 1941. — 436 с.
- (рос.) Ягельский А. География населения. — М. : Прогресс, 1980. — 383 с.